# The Dangermen Sessions Vol. 1
Albums de Madness
Wonderful
(1999) Madness Live: To the Edge of the Universe and Beyond
(2006)
The Dangermen Sessions Vol. 1 est le neuvième album studio de Madness, sorti le 16 août 2005.
Cet album de reprises s'est classé 11e au UK Albums Chart.

## Liste des titres
| No  | Titre                              | Auteur                                                    | Interprète original       | Durée |
| --- | ---------------------------------- | --------------------------------------------------------- | ------------------------- | ----- |
| 1.  | This Is Where                      | Cathal Smyth, Mike Barson, Mark Bedford, Graham McPherson | Madness                   | 0:30  |
| 2.  | Girl Why Don't You?                | Cecil Campbell                                            | Prince Buster             | 3:05  |
| 3.  | Shame & Scandal                    | Lord, Pinard                                              | Sir Lancelot              | 2:52  |
| 4.  | I Chase the Devil A.K.A. Ironshirt | Max Romeo, Lee Perry                                      | Max Romeo                 | 3:20  |
| 5.  | Taller Than You Are                | Abraham                                                   | Lord Tanamo               | 2:27  |
| 6.  | You Keep Me Hanging On             | Holland-Dozier-Holland                                    | The Supremes              | 3:08  |
| 7.  | Dangerman A.K.A. High Wire         | Edwin Astley                                              | Edwin Astley              | 2:42  |
| 8.  | Israelites                         | Desmond Dekker, Leslie Kong                               | Desmond Dekker & The Aces | 3:03  |
| 9.  | John Jones                         | Derrick Herriot                                           | Rudy Mills                | 3:28  |
| 10. | Lola                               | Ray Davies                                                | The Kinks                 | 3:21  |
| 11. | You'll Lose a Good Thing           | Huey P. Meaux, Barbara Lynn Ozen                          | Barbara Lynn              | 2:42  |
| 12. | Rain                               | José Feliciano                                            | José Feliciano            | 2:56  |
| 13. | So Much Trouble in the World       | Bob Marley                                                | Bob Marley & The Wailers  | 3:44  |

## Personnel

### Musiciens
- Suggs : chant
- Mike Barson : claviers
- Chris Foreman : guitare
- Mark Bedford : basse
- Lee Thompson : saxophone
- Daniel Woodgate : batterie
- Chas Smash : chœurs

### Musiciens additionnels
- Steve Dub : synthétiseurs, chœurs, percussions, mixage, production
- Simon Wilcox : trompette
- Dennis Bovell : timbales, production
- Patrick Kiernan, Boguslaw Kostecki, Julian Leaper, Perry Mason, Jackie Shave, Chris Tombling, Gavyn Wright, Warren Zielinski : violons
- Ellie Hajee et Janet Kay : chœurs